# United Bakers
United Bakers — российская компания, специализирующаяся на производстве крекеров, печений, готовых завтраков и полуфабрикатов.

## О компании
Компания United Bakers была основана в 2002 году на базе ОАО «Крекер». В состав компании вошли такие бренды, как «Любятово», «Вязьмапищевик», «Гороховецкий пищевик» и «Завод пищевых продуктов».
К 2005 году объём продаж составил $76,2 млн. По данным газеты «Коммерсантъ», доля в сегменте крекеров составила 44,7%, а печений — 6,8%. Летом 2005 года контрольный пакет акций United Bakers был приобретён фондом Alfa Capital Partners, а стоимость компании была оценена в $65—70 млн.
К 2007 году девятимесячная прибыль составила $927 млн, а выручка — $8,9 млрд.
К 2008 году компания Alfa Capital Partners, входящая в консорциум «Альфа-Групп», продала компанию United Bakers американской компании Kellogg’s. Сделка о продаже была завершена 17 января 2008 года.
Официально компания United Bakers была ликвидирована в 2010 году.

## Штаб-квартира
Офис компании United Bakers располагался в Воронеже на улице Витрука, 4.